# Льобау
Льобау (на немски: Löbau; на горнолужишки: Lubij) е град в Германия, разположен в окръг Гьорлиц, провинция Саксония. Към 31 декември 2011 година населението на града е 15 944 души.